# 罗兰·斯托尔茨
罗兰·斯托尔茨（瑞典語：Roland Stoltz，1931年8月1日—2001年2月19日），瑞典男子冰球运动员。他曾代表瑞典参加1960年、1964年和1968年冬季奥林匹克运动会冰球比赛，获得一枚银牌。